# Кальмарський замок
Кальмарський замок (швед. Kalmar slott) — культурно-історична пам'ятка Швеції, фортифікаційна споруда збудована в ренесансному стилі. Перші укріплення майбутньої замкової фортеці датуються XII-ХІІІ століттям, коли була зведена сторожова башта, навколо якої з часом побудували замок. Востаннє Кальмарська фортеця перебудовувалася в XVII столітті, надалі — лише реставрувалася.

## Історичний нарис
Перші історичні згадки про це місце датуються XI ст. За однією зі скандинавських легенд Олаф II Святий прибув до Кальмарської протоки разом зі своїми кораблями у 1027 році.
Достеменно не відомо, чи був Кальмар містом, чи невеликим поселенням поряд із протокою Кальмар. Так, саме слово Kalmar зі старошведської перекладається як «кам'яні береги» («острів на річці»).
У XII столітті вже було визначено та окреслено основні територіальні кордони Швеції, а більшість її мешканців стали християнами. Тому часто організовувалися так звані рейди, метою яких було розповсюдження та укорінення християнства в Карелії та на територіях, які зараз належать сучасній Фінляндії. Але насправді такі походи мали, як правило, грабіжницький характер.

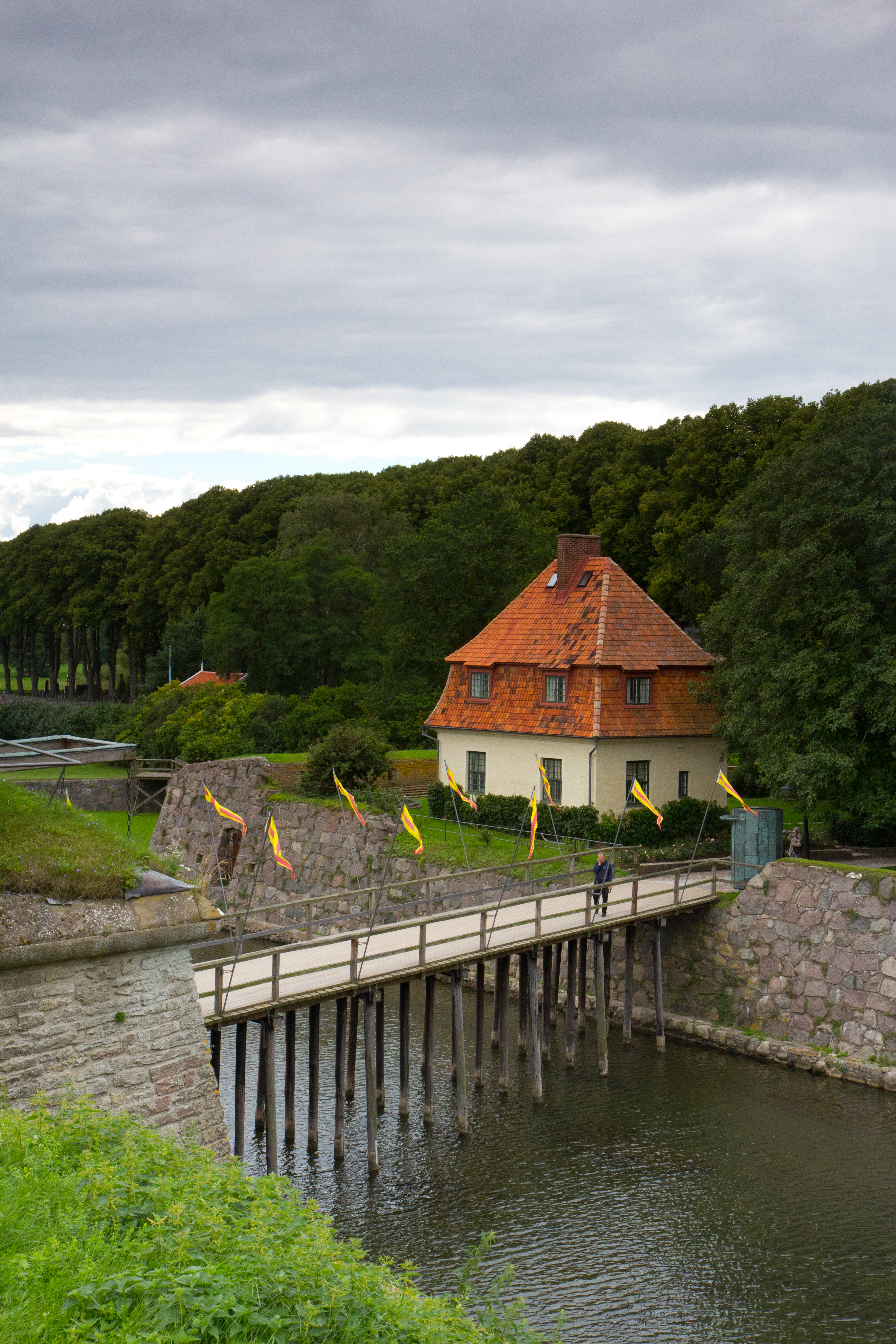
Замковий міст

Наприкінці XII століття в Кальмарі з'явилися перші оборонні споруди, які захищали жителів від нападів піратів. Поступово місто розвивалося і досягло певного економічного розквіту та стабільності. У 1280-х роках за наказом шведського короля Магнуса Ладулоса розпочали зведення нових і сучасніших укріплень. Цей задум був настільки масштабним із інженерної, фортифікаційної та архітектурної точок зору, що втілення в життя цього проєкту закінчилося лише на початку XIII століття. Саме тому кальмарський замок залишався однією з найзахищеніших оборонних споруд середньовічної Скандинавії дуже довгий проміжок часу.
Ця споруда знаходилася на кордоні з Данією і являла собою військовий аванпост Швеції, де перетиналися дипломатичні та військові інтереси її країн-сусідів. 1266 року господар Кальмарської фортеці приймав у себе папського легата — кардинала Гвідо. Під час цієї зустрічі сторони обговорювали статус церковних земель на території країни та інші політичні питання. А 10 листопада 1276 року в замку відбулося весілля короля Магнуса Ладулуса.
Попри те, що кожний новий власник замку прагнув перебудувати його «під себе», внутрішній двір та оборонні башти лишалися декілька століть незмінними.
У 1397 році королева Швеції, Норвегії і Данії Маргарете зібрала в кальмарському замку представників наймогутніших дворянських родин Скандинавії. 20 липня було оголошено «Кальмарську унію», за якою трьома тодішніми країнами, що входили до складу Скандинавії мав керувати один король — син Маргарете, Ерік Померанський. І хоча кожна її країна-учасниця мала політичну свободу і власні закони, така федерація проіснувала понад 120 років.
У 1523 році, після завершення кровопролитної дансько-шведської війни трон Швеції посів Густав І Ваза. Замок Кальмар лишився у власності Швеції. Через тяжку економічну ситуацію повну реконструкцію фортеці провести не вдалося, але частковий ремонт укріплень мав свої позитивні наслідки. 1543 року, коли спалахнуло народне повстання Нільса Дака, фортеця змогла витримати їх штурм та вистояти до прибуття королівської армії.
Після придушення повстання розпочалося реконструювання Кальмарського замку. До його західної частини добудували нові бастіони, башти та зробили рів. Архітектор Ріхтер з Фрейбергу, який відповідав за перебудову фортеці аж до своєї смерті у 1571 році, надав замкові ренесансного стилю.
У 1610 році закінчилося будівництво двох нових гарматних башт.
У період «Кальмарської війни» (1611–1613) фортеця неодноразово штурмувалася. У травні 1611 року, коли Кальмарський замок взяли в облогу, він залишався неприступним. Данська армія короля Крістіана IV терпіла поразки, але в липні до неї надійшло підкріплення — данський військовий флот. В результаті, цього шведські солдати на чолі з комендантом Крістером Соме здали замок за значну грошову винагороду та земельні наділи в Гольштейні.
Під протекторат Швеції замок повернувся лише за короля Густава II Адольфа. За час його правління Кальмарська фортеця була відновлена.
У 1642 році велика пожежа знищила східне крило замку та понівечила Великий Східний зал для бенкетів.
У 1658 році за мирною угодою з Данією територіальні кордони Швеції віддалилися від замку Кальмар і він на деякий час втратив своє стратегічне та привілейоване значення.
Але «Вічний мир» між Данією і Швецією був порушений і в період з 1672 по 1678 роки Кальмарський замок витримав більше 20 облог (!), але ні разу не був захоплений.
Після перенесення кордону Швеції до затоки Ересунд замок занепав. Останнім королем, який жив у замку, був Карл XI (1673–1692).
У 18 столітті в замкових приміщеннях знаходилися в'язниця та комора із зерном, а згодом і ґуральня. А в 1852 році було розпочато реставрацію фортеці, відновлено більшість історичних інтер'єрів. Замок став національною та культурно-історичною пам'яткою Швеції. У наш час це музей відкритий для всіх охочих.

## Опис
Палата короля Еріка XIV є однією з найкрасивіших та найбільш розкішно оформлених кімнат замку. Стіни палати оздоблені дерев'яними панелями з різноманітними візерунками. На стелі містяться розкішні бордюри з картин на тему полювання, написані на штукатурці. Зліва від каміну знаходиться потаємний хід, який дозволяв королю дістатися горища.
У південній частині замку знаходилися жилі кімнати, які за наказом короля Йохана III перебудували в каплицю. Її будівництво закінчилося у 1592 році. В ній до нашого часу збереглися королівські лавки XVII століття з монограмами Густава II Адольфа та його дружини, королеви Марії Елеонори. Увагу відвідувачів також привертає стеля церкви та стіни з латинськими молитовними написами XVI століття. Зовнішня стіна збереглася з XIII ст. В каплиці проводяться відправи і в наш час. Вона є дуже популярною для проведення весільних церемоній.
Строкатий зал (названий через строкату підлогу зала) був збудований у 1550-х роках для короля Йохана III. У 1580-х роках в цій залі позолотили стелю. Строката Зала знаходиться в північній частині замку і будувалася для прийому гостей та послів.
У східному крилі колишньої фортеці знаходиться Велика зала, яка раніше була бенкетним залом. Її довжина сягає 400 м2.